# 倉敷高等学校
倉敷高等学校（くらしきこうとうがっこう）は、岡山県倉敷市鳥羽にある私立高等学校。

## 概要
倉敷市の鳥羽地域にある私立高等学校。
校長は福田耕士。教頭（採用担当）は石川哲也。

2019年春に新校舎(本館)が完成。
本館の中には「多目的音楽ホール」も併設されており、吹奏楽部などの演奏会や講演会に用いられている。体育館、グランド、武道場、ダンス場、食堂、クライミング練習室などがある。

## 沿革
- 1960年 - 御津郡宇垣村（現・岡山市北区御津宇垣）に福井学園中国商業高等学校が創立。
- 1962年 - 岡山市網浜(現・岡山市中区)に移転、男女共学から女子校とし岡山女子商業高等学校に改称。
- 1965年 - 日本大学準付属校となり岡山日本大学高等学校に改称　商業科、普通科を増設し男女共学とする。
- 1966年 - 倉敷市の現在地に移転。
- 1974年 - 度重なる移転費用による負債で経営が悪化、学校法人日本大学が経営から撤退し学校法人岡山瀬戸内学園に経営移管。これにより日本大学準付属校取扱解除。
- 1983年 - 倉敷高等学校に改称。

## 不祥事
2022年1月12日、政府の観光支援事業である「Gotoトラベル」キャンペーンを悪用した給付金の不正受給の容疑で、野球部監督の山本セキが逮捕された（2010年まで同校野球部監督を務めていたが、保険金詐欺で逮捕され懲戒解雇となった過去がある。20日間の勾留後に起訴猶予処分となり、不当解雇が認められていた。その後は別校で勤務していたものの、2022年から同校に復帰していた）。前述の2022年1月12日逮捕事案は、同校に復帰する以前の学校で起こった事案である。

## 設置学科
- 普通科
  - 特進
    - 特進国大(S)コース
    - 特進アドバンス(A)コース

  - 総合探求コース
    - 進学・グローバル系
    - こども保育系
    - アート・デザイン系
    - 医療・福祉系
    - 調理・パティシエ系
    - IT・プログラミング系

  - 進学チャレンジコース
- 商業科
  - ビジネス探求コース
  - ビジネス創造コース

## 著名な卒業生
- 劔持節雄（元プロ野球選手・1971年ドラフト2位 広島東洋カープ、「貴寛（たかお）」に改名）
- 津田大樹（元プロ野球選手・2007年高校生ドラフト3巡目 北海道日本ハムファイターズ）
- 宮本武文（元プロ野球選手・2008年ドラフト2位 読売ジャイアンツ）
- 太田行紀（陸上競技選手）
- 馬場翔大（陸上競技選手）
- 中島怜利（陸上競技選手)
- 香田晋（演歌歌手・タレント）
- 藤井克久（総合格闘家、プロレスラー）
- 藤田健児（プロボクサー）

## 主な部活動
- 陸上競技部　高校駅伝において全国高等学校駅伝競走大会に全国最多の45年連続出場中。2016年第67回大会、2018年第69回大会、2022年第74回大会で優勝している。2019年は準優勝。
  - 2014年までは日本人だけでチームを構成していたが、ケニアからの交換留学生制度の申し入れに応じ、ジョエル・ムァウラを迎え入れた。翌年もチャールズ・ニジオカが加入。両者とも全国大会に出場した。2020年は女子もケニア人留学生を受け入れており、県予選22連覇中の興譲館高等学校に37秒差まで迫った。男子は留学生投入後、初年度は65回の記念大会で58校中53位だったが、翌66回大会は3位と50のジャンプアップにつながった。67回に初優勝を飾る。以降トップ3圏内を維持し優勝回数は3回。、
- 剣道部　全国優勝経験あり。
- 吹奏楽部　過去に全日本マーチングコンテスト全国大会出場経験がある。全日本マーチングコンテスト中国大会常連校。(2021年度以降全日本マーチングコンテストへの出場は確認されていない。)全日本吹奏楽コンクール中国大会にも複数回出場。

## 交通アクセス
- 鉄道
  - JR中庄駅南口より徒歩3分